# Imprint (Masters of Horror)
Imprint (Huella), es el episodio número trece de la primera temporada de Masters of Horror. Dirigido por Takashi Miike, el episodio fue programado para estrenarse el 27 de enero de 2006, pero fue cancelada su emisión por Showtime, debido a las preocupaciones creadas acerca de su inquietante contenido gráfico y perturbador. Posteriormente fue lanzado en DVD el 26 de septiembre de 2006.

## Trama
Christopher (Billy Drago) es un periodista norteamericano que, en la época victoriana, viaja a través de Japón en busca de Komomo (ITO), una mujer a la que ama y a la que había prometido rescatar de la prostitución, y rehacer su vida juntos en Estados Unidos. Después de una incesante búsqueda, llega a una isla poblada exclusivamente por prostitutas y sus amos. Christopher es persuadido de pasar la noche en la isla en compañía de una muchacha, o de lo contrario podría ser el blanco de un robo. Ya en la habitación, Christopher, pide a la misteriosa joven que le cuente su pasado, y él hace lo propio contándole acerca de la joven de la cual está enamorado. Al describirla, la misteriosa muchacha, dice conocer a Komomo, puesto que era la más solicitada del lugar.

Desfigurada y alterada, la chica afirma tener una relación más estrecha con los muertos que los vivos. Y le cuenta que Komomo estaba en ese burdel, pero se ahorcó de pena de tanto esperar llegada de su amado. Angustiado, Christopher busca consuelo en el sake. Mientras se está quedando dormido, le pide a la chica un cuento antes de dormir y ella le relata su pasado: su madre, una partera, se vio obligada a venderla a un burdel después de la muerte de su padre. Pasó de amo en amo hasta que finalmente terminó en el burdel de esta isla. Aquí conoció a Komomo, que era muy bondadosa y la única que la trataba bien. Cuando el anillo de Jade de la Señora desaparece, inculpan a Komomo del robo y es torturada cruelmente para que confiese. Como no puede soportarlo más, termina suicidándose.
Christopher se niega a creer la historia de la joven, y le pide que le cuente la verdad. La chica comienza de nuevo y en este segundo relato, sus padres eran pobres, su padre era un alcohólico y su madre una abortista. Más tarde, fue acogida por un sacerdote budista, quien abusó de ella y le creó una terrible obsesión con el infierno. Su padre no murió de enfermedad, ella lo golpeó hasta la muerte por violarla.
La chica vuelve a dar una nueva versión del destino de Komomo, y cuenta que ella fue la que robo el anillo de jade y colocó la horquilla de Komomo para incriminarla. Después de que Komomo fuera torturada, la mató con la intención de salvarla del infierno. 
Christopher, está totalmente convencido de que sigue sin contar toda la verdad. Entonces la muchacha le revelara un horrible secreto.

## Reparto
| Actor                     | Papel                    |
| ------------------------- | ------------------------ |
| Billy Drago               | Christopher              |
| Youki Kudoh               | Mujer                    |
| Suzuno Nomura             | Mujer de niña            |
| Kumiko Imai               | Madre de la niña         |
| Hōka Kinoshita            | Padre de la niña         |
| Noriko Eguchi             | Prostituta #1            |
| Yamada Mame               | Touter                   |
| Michie                    | Komomo                   |
| Shihō Harumi              | Trabajador #1            |
| Yutaka Matsuzaki          | Guardián de la puerta #1 |
| Don'u Min (Dong Wook Min) | Guardia de prisión #1    |
| Takao Handa               | Yoshi Obrero #4          |
| Toshie Negishi            | Señora de la casa        |
| Magy                      | Trabajador #2            |
| Shimako Iwai              | Mujer torturadora        |
| Miho Ninagawa             | Mujer embarazada         |
| Sachiko Matsuura          | Músico de shamisen       |
| Tokitoshi Shiota          |                          |

## Producción
El Director japonés Takashi Miike fue uno de los cineastas elegidos para crear un episodio de Masters of Horror. Considerado como un director de cine espectacular y deliberadamente transgresor, cuyo trabajo es alabado por una gran parte de la joven generación de críticos de Internet y fanáticos del cine de terror, mientras que es rechazado por gran parte de los medios de comunicación como repulsivamente sádico.Miike realizó "Imprint" basándose en una historia japonesa de terror llamada: "Bokkee Kyotee", de Shimako Iwai.
Explicó las razones por las que eligió hacer la película: "Tenía una sencillez que me gustaba. Además tenía ese tipo de historia que imaginé que el público contaría a sus amigos después de ver la película. Es una historia que podría haberse contado antes de que existiera el género de terror, es más como un kaidan, una historia de miedo tradicional".
Se incluyen representaciones gráficas de la violencia y fetos abortados, y Miike creía que se estaba dentro de los límites de lo aceptable: "Mientras hacía la película seguí comprobando para asegurarme de no pasarme de la raya, pero evidentemente calculé mal".
Después de obtener una vista previa del episodio, Mick Garris, el creador de la serie y productor ejecutivo, pidió que se editara para suavizar el contenido, pero a pesar de algunos cambios realizados, Showtime consideró que era demasiado inquietante como para transmitirlo por televisión. El episodio, programado para emitirse el 27 de enero de 2006, fue cancelado y se convirtió en el único episodio de la serie en no ser transmitido en los Estados Unidos.

## Lanzamiento
Imprint (Huella), se estrenó en Japón el 25 de febrero de 2006 en el Yubari International Film Festival. Para su estreno en cines, Eirin, la organización de clasificación y calificación de películas de Japón, consideró que la película estaba por debajo de los estándares de exhibición, y la mayoría de los cines se negaron a exhibirla al público. Las únicas proyecciones de la película se mostraron en el Theatre Image Forum de Shibuya, el 27 de mayo de 2006. 

Fue lanzada en DVD el 26 de septiembre de 2006, en varios países, por diferentes distribuidoras, e incluyendo distintos contenidos especiales.A pesar de ser el episodio decimotercero de la primera temporada, fue el décimo que se lanzó en DVD y aparece en el cuarto volumen de la compilación de la serie en Blu-ray. En España se lanzó el 20 de junio de 2007 en DVD por Manga Films, y el 11 de diciembre de 2013 en Blu-ray por Vértice 360, también con múltiples extras.

#### Contenido extra:[7]
- Audiocomentarios de Chris Dee & Wyatt Doyle.
- I Am the Film Director of Love: An Interview with Takashi Miike.[8](45min.) Entrevista a Takashi Miike, dirigida por Hidetoshi Oneda.
- Imprinting: The Making of Imprint.[9](Dejando Huella) (50 min.) Documental que nos muestra cómo la novela de Shimako Iwai se convirtió en una película y como se hizo posible este proyecto. Dirigido por Hidetoshi Oneda.
- Imperfect Beauty: Make Up and Special Effects of Imprint.[10](Belleza imperfecta) (25 min.) Dirigido por Hidetoshi Oneda.
- Filmografía selecta del director, etc…

## Otros créditos y datos técnicos
- Creador: Mick Garris.
- País: Coproducción entre Estados Unidos, Japón y Canadá.
- Idioma: Inglés.
- Género: Terror. Thriller. Drama. Thriller psicológico. Gore. J-Horror.
- Clasificación:
- Asistente de dirección: Tanno Masato.
- Montaje: Yasushi Shimamura.
- Departamento de arte: Shinsuke Kojima.
- Maquillaje protésico: Yûichi Matsui.
- Diseñadora de vestuario: Michiko Kitamura.
- Estudio posproducción: Aoi Studio y Imagica.
- Efectos de sonido: Kenji Shibasaki.
- Efectos visuales: OLM Digital.
- Coproductor: Yosuke Nakamura.
- Productores asociados: Takeo Kodera, Rie Arikawa, Elizabeth Kushman y Danielle Reardon.
- Productor de línea: Akira Yamamoto.
- Productoras: Kadokawa Pictures. Industry Entertainment. Nice Guy Productions. IDT Entertainment.
- Distribución: Kadokawa Herald Pictures. (Japón) (Cine)
Kadokawa Entertainment. (Japón) (DVD)
Lionsgate Home Entertainment. (Estados Unidos) (DVD)
Manga Films. (España, 2007) (DVD)
Vértice 360. (España, 2013) (Blu-ray)

## Recepción
Panos Kotzathanasis en una reseña para Asian Movie Pulse, escribió: «Imprint es una película que justifica todos sus atributos y una de las películas que, definitivamente, destaca en la vasta filmografía del maestro japonés. Los fanáticos de las películas gore seguramente se divertirán con ella».
Reseña de la web laescaleradecaracol – Blogia: «Oportunidad irrepetible para experimentar el alcance del horror en el siniestro poemario visual desplegado en Imprint, una pieza de misterio y terror sin dilaciones, de innegable atracción y belleza que es, ante todo, la reformulación más original del cine de terror oriental del último año».
Reseña de Óscar Bartolomé para El-parnasillo.com: «Imprint, con su evocación a nuestra naturaleza más bárbara y abyecta, despierta y consigue atrapar la mirada más curiosa y mórbida del espectador, y es ahí donde reside su innegable poder de fascinación, que nos repugna tanto como nos atrae».